# Klip det ud i pap
Klip det ud i pap er en dansk dokumentarfilm fra 1977 med instruktion og manuskript af Bent Barfod.

## Handling
Fire færdselssituationer. 1) Normer - spiritus, 2) og 3) Efterlade og hente bilen, 4) Sammenfatning.